# Sadegh Hedayat
Sadegh Hedayat (en persan : صادق هدایت), né le 17 février 1903 à Téhéran et mort le 9 avril 1951 à Paris 18e, est un écrivain et traducteur iranien.
Hedayat est considéré comme l'un des plus grands écrivains de l'Iran moderne. Il est contemporain, entre autres, des écrivains iraniens Houshang Golshiri, Mohammad-Ali Djamalzadeh et Sadegh Choubak. C'est à Hedayat que l'on doit pour la première fois en Iran une véritable écriture romanesque, car avant lui la littérature n'était presque exclusivement que représentée par la poésie, avec sa prosodie particulière.
Il est surtout célèbre pour son roman La Chouette aveugle, salué par les surréalistes lors de sa parution en français en 1953.
Auteur d'une littérature crépusculaire et insolite, hanté par ses démons et vivant en marge de la société, il porte un regard désespéré, teinté d'une ironie impitoyable, sur l'absurdité du monde et l'inguérissable folie de l'âme humaine. Esprit libre dans la lignée d'Omar Khayyam – dont il fit paraître une édition critique des Chants –, il fut aussi un satiriste iconoclaste, influencé à la fois par les maîtres modernes de l'Europe, notamment Franz Kafka, et par le folklore et les traditions de la Perse antique.
« Pessimiste incurable », grand amateur de vodka et d'opium, Hedayat se suicide dans la misère et l'extrême solitude en avril 1951 dans son appartement de la rue Championnet, à Paris. Il est enterré au cimetière du Père-Lachaise (85e division).

## Biographie

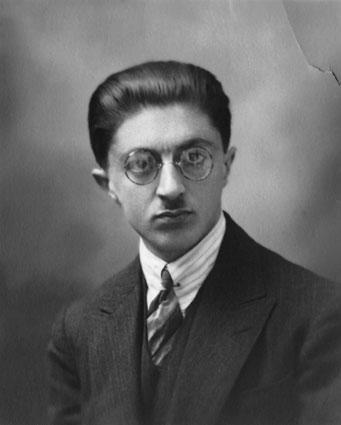
Hedayat en 1928 ou 1929

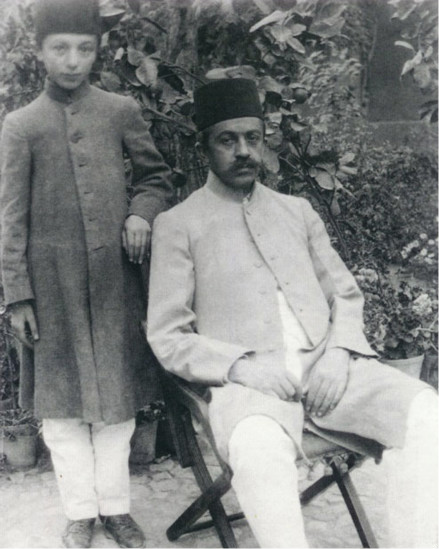
Avec son père, Mehdi Qoli Hedayat

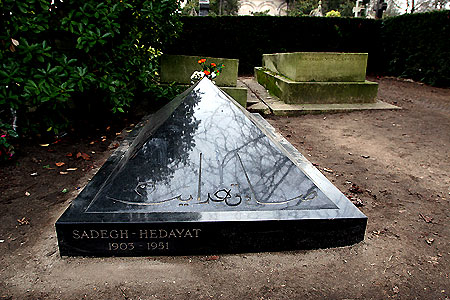
Tombe de l'écrivain au cimetière du Père-Lachaise à Paris

Issu d'une famille aristocratique, Sadegh Hedayat poursuit ses études en français au Collège Saint-Louis (Téhéran), puis il se rend en Belgique où il étudie quelque temps les mathématiques en vue de se préparer à l'architecture et ensuite à Paris de 1926 à 1930. Il fait une tentative de suicide au cours de ses études en 1927, mais il est sauvé par un petit bateau de pêcheurs des bords de la Marne. Il retourne ensuite en Iran pour travailler dans l'administration de la Banque nationale où il végète sa vie durant. Il voyage en Inde en 1936 pendant deux ans et demi, ce qui lui fait forte impression. C'est au cours de ce voyage qu'il s'initie au moyen perse à Bombay. Il visite également l'Ouzbékistan soviétique en 1944. Il retourne en France en décembre 1950 pour se suicider à Paris cinq mois plus tard. Son œuvre est marquée par la hantise du suicide, mais est traversée aussi par la description des mœurs persanes décrites avec humour et poésie. Traducteur du moyen perse, il avait une immense admiration pour le folklore iranien alliée à un certain mépris pour les superstitions et le pouvoir des mollahs archaïques qu'il qualifiait de « têtes de choux ».
Son chef-d'œuvre, La Chouette aveugle, écrit en 1936-1937, raconte les hallucinations d'un opiomane poursuivi par les interférences d'une vie antérieure. Sa publication en 1941 à Téhéran fit scandale. En France, l'ouvrage, traduit en français en 1953 par Roger Lescot, et paru chez l'éditeur José Corti, est salué par André Breton comme étant un des classiques du surréalisme.
Dans Rencontres avec Sadegh Hedayat, le parcours d'une initiation, son disciple Frédéric Farzaneh révèle que l'écrivain était fortement marqué entre autres par Edgar Poe, Maupassant (qu'il traduisit), Rilke, Kafka (qu'il traduisit du français), Virginia Woolf, Hermann Hesse, William Faulkner ou Tchékhov. Outre ses romans, il est également l'auteur de deux pièces de théâtre, de récits de voyage (dont un à propos d'Ispahan) et de divers essais, dont l'un concerne Omar Khayyam.

## Quelques œuvres
- Bouf-é Kour (La Chouette aveugle), Bombay, 1936 (très petit nombre d'exemplaires ronéotypés), puis Téhéran, éd. Amir-Kabir, 1941 ; trad. fr. La Chouette aveugle, traduit du persan par Roger Lescot, Paris, Éditions José Corti, 1953 ; nouvelle traduction, Paris, Les Belles Lettres, édition, traduction et dossier critique de Sébastien Jallaud, introduction de Homa Katouzian, 512 p., 2024  (ISBN 978-2251455297) ;
- Le Chien errant, 1941 (recueil de nouvelles) ;
- Traduction en persan de La Métamorphose de Franz Kafka ;
- Enterré vivant, traduit du persan par Derayeh Derakhshesh, Paris, José Corti, 1986 ;
- L'Abîme et autres récits, traduit du persan par Derayeh Derakhshesh, Paris, José Corti, 1987 ;
- Trois gouttes de sang, traduit du persan par Gilbert Lazard, Paris, Phébus, 1989 ;
- Les Chants d'Omar Khayam, édition établie par Sadegh Hedayat, traduit du persan par M.-F. Farzaneh et Jean Malaplate, Paris, José Corti, 1993 ;
- Hâdji Agha, traduit du persan par Gilbert Lazard, Paris, Phébus, 1996 ;
- L'Eau de jouvence et autres récits, traduit du persan par M.F. et Frédéric Farzaneh, Paris, José Corti, 1996 ;
- La Griffe, suivi de Lâleh, traduit du persan par Gilbert Lazard, Saint-Denis, éditions Novetlé, 1996 ;
- Madame Alavieh et autres récits, traduit du persan par M.-F. et Frédéric Farzaneh, Paris, José Corti, 1997 ;
- L'Homme qui tua son désir, traduit du persan par Christophe Balaÿ, Gilbert Lazard et Dominique Orpillard, Paris, Phébus, 1998[9].

### Quelques essais
- 1923 : Roubayat-e Hakim Omar-e Khayyâm/ Les Roubayats d'Omar Khayyâm
- 1924 : Ensan va hayvan/ L'Homme et l'animal
- 1927 : Marg/ La Mort
- 1940 : Chaykuvski/ Tchaïkovski
- 1941 : Shivehha-ye novin dar she’r-e parsi/ Les Nouvelles Tendances de la poésie persane
- 1948 : Payam-e Kafka/ Le Message de Kafka